# 문산중학교 (광주)
문산중학교(文山中學校)는 대한민국 광주광역시 북구 문흥동에 있는 공립 중학교이다.

## 학교 연혁
- 1995년 3월 1일 : 문산중학교 설립인가(30학급)
- 1995년 3월 1일 : 초대 교장 박형정 선생 취임
- 1995년 3월 6일 : 개교 및 입학식(남 207명, 여 208명 계 415명)
- 1998년 2월 10일 : 제1회 졸업식 (남 217명, 여 214명 계 431명)
- 1999년 6월 4일 : 교육방송 시범학교 운영보고 (2/2년도)
- 2024년 3월 1일 : 제10대 교장 박민아 선생 취임
- 2024년 12월 31일 : 제28회 졸업식(126명)
- 2025년 3월 4일 : 2025학년도 신입생 입학식(127명)

## 참고 자료
- 문산중학교 - 한국교육학술정보원 학교알리미